# مارتي روث
مارتي روث هو سائق سيارة سباق كندي، ولد في 15 ديسمبر 1958 في تورونتو في كندا.

## وصلات خارجية
- الموقع الرسمي
- مارتي روث على موقع Racing-Reference.info (الإنجليزية)